# Moḩeb Sarāj
Moḩeb Sarāj (persiska: محب سراج) är en ort i Iran.   Den ligger i provinsen Khorasan, i den nordöstra delen av landet, 600 km öster om huvudstaden Teheran. Moḩeb Sarāj ligger 1 363 meter över havet och antalet invånare är 156.
Terrängen runt Moḩeb Sarāj är platt åt nordost, men åt sydväst är den kuperad.Runt Moḩeb Sarāj är det ganska glesbefolkat, med 38 invånare per kvadratkilometer. Närmaste större samhälle är Qūchān, 5,5 km nordost om Moḩeb Sarāj. Omgivningarna runt Moḩeb Sarāj är i huvudsak ett öppet busklandskap.